# Граф Албемарл
Граф Албемарл (англ. Earl of Albemarle) — давній  графський титул в системі дворянських титулів Англії, який існує і зараз. Слово Албемарл є іншомовне ще на ранніх стадіях розвитку англійської мови варіант назви нормандського міста Омаль (фр. Aumale що означає «білі мергелі » (особливий тип грунтів ), що в перекладі на латину звучало як Альба Марла (лат. Alba Marla Інші варіанти назви титулу - Обемарл (ь) (англ. Aubemarle або Омерлі (англ. Aumerle). Графи Омальські з Блуаського дому активно брали участь в нормандському завоюванні Англії в 1066 році, придбали великі володіння в Йоркширі і Лінкольнширі і відігравали важливу роль в політичному житті країни в XII столітті. Коли в 1194 році Омальське графство було анексоване королем Франції, графи Омальскі залишалися на службі в англійського короля, зберігши графський титул (у формі Албемарл), який таким чином увійшов в систему перства Англії, вже не будучи пов'язаним з володінням Омаль. З 1697 року по теперішній час титул графа Албемарл належить дворянській родині Кеппел, нащадкам Арнольда ван Кеппел, фаворита короля Вільгельма III Оранського. Чинний носій титулу - Руфус Арнольд Алексіс Кеппел (р. 1965), 10-й граф Албемарл, віконт Бері і барон Ашфорд.
В кінці XIV століття, а також у другій половині XVII століття в Англії існував також титул герцога Албемарл, найбільш відомим носієм якого був генерал Джордж Монк, організатор Реставрації Стюартів в 1660 році.
Графство Омаль в складі Нормандського герцогства існувало з X століття. З 1069 року в графстві встановилося правління молодшої лінії будинку де Блуа-Шампань. Ед III де Блуа (помер в 1115) взяв участь в нормандському завоюванні Англії і отримав від короля Вільгельма Завойовника великі володіння в північно-східній частині країни, зокрема весь Холдернесс і значну частину північного Линкольншира. Згодом ці землі склали спадкове володіння Албемарл, яке постачається разом із графським титулом. Нащадки Еда III де Блуа - графи Омальскі і сеньйори Холдернесс - були одними з найбільших баронів і активними учасниками політичної боротьби в Англії першої половини XII століття.
Традиційно першим графом Албемарл вважається Вільгельм Омальскій (помер в 1174), близький соратник короля Стефана, якому у 1138 році був наданий титул графа Йорка. Хоча після вступу на престол Генріха II Плантагенета в 1154 році цей титул не підтверджено і припинив існування, Вільгельм залишався графом Омальскій, або, як говорили в Англії, графом Албемарл. У 1194 році Омаль був захоплений французьким королем Філіпом II Августом, який протягом наступного десятиліття підпорядкував всю Нормандію. Графство увійшло до складу домену короля Франції, а в 1224 році було передано Рено Даммартенському, сподвижнику Філіппа II. Надалі графи і герцоги Омальські залишалися васалами французького монарха і були перами Франції. У той же час англійські королі не визнавали прав Франції на Нормандію і продовжували вважати графами Омаль (графами Албемарл) нащадків Вільгельма Омальского. Від другого шлюбу дочки останнього з небагатим пуатевінскім лицарем Гильомом де Фором ведуть своє походження власне англійські графи Албемарл першої креації, чий титул вже був пов'язаний не з нормандським графством, а з володінням Албемарл в Йоркширі і Лінкольнширі.
Вільям де Форс, 3-й граф Омаль або Албемарл (помер в 1242), що контролював більшу частину Йоркшира, був одним з найбільших англійських баронів початку XIII століття і активним учасником баронських рухів цього періоду. Якщо при Іоанні Безземельному він в цілому зберігав лояльність королю, то в період неповноліття Генріха III граф Албемарл неодноразово піднімав повстання, опираючись спробам обмеження могутності великої аристократії, і був відлучений від церкви. Його син Вільям де Форс, 4-й граф Омаль або Албемарл (помер в 1260) брав участь в русі Симона де Монфора. Титул графа Албемарл припинив існування зі смертю Авеліно, дочки 4-го графа, в 1274 році. Володіння будинку де Фор були розділені між декількома спадкоємцями, а велика частина сеньйорії Албемарл (Холдернесс) увійшла до складу королівського домену.
Титул графа Албемарл був відновлений в 1412 році для Томаса Ланкастера, другого сина англійського короля Генріха IV, великого воєначальника, який загинув в 1421 році в битві при Боже. З його смертю титул знову припинив існувати. У 1660 році був заснований титул герцога Албемарл, який був присвоєний генералу Джорджу Монку, головному архітектору реставрації Стюартів після завершення Англійської революції XVII століття.
Сучасні графи Албемарл володіють титулом креації 1697 року. В цьому році король Вільгельм III Оранський звів в графський титул свого соратника і фаворита Арнольда ван Кеппел (помер в 1718), вихідця із старовинної, але небагатої нідерландської сім'ї, яка брала активну участь в Славній революції 1688 року. Вибір королем титулу графа Албемарл для свого фаворита, ймовірно, пояснюється тим фактом, що Арнольд ще не мав земельних володінь в Англії. Крім титулу графа він отримав також титули барона Ашфорд ( Кент ) і віконта Бери ( Ланкашир ). Пізніше Арнольду ван Кеппел були подаровані великі володіння в Ірландії і орден Підв'язки. Після смерті Вільгельма III граф Албемарл повернувся в Нідерланди, де став генералом голландської кавалерії і відзначився в кількох боях Війни за іспанську спадщину. Син Арнольда, Віллем ван Кеппел, 2-й граф Албемарл (помер в 1754), одружився з онукою англійського короля Карла II, брав участь в Війні за австрійську спадщину, був членом Таємної ради короля Георга II, а з 1737 року був губернатором Вірджинії, англійської колонії в Північній Америці. Його син Джордж Кеппел, 3-й граф Албемарл (помер в 1772), керував британським вторгненням на Кубу в 1762 році. Його нащадки з дому Кеппел продовжують носити титул графа Албемарл до теперішнього часу.
Чинним графом Албемарл з 1979 року є Руфус Арнольд Алексіс Кеппел (р. 1965), 10-й граф Албемарл, 10-й віконт Бери і 10-й барон Ашфорд. Він живе в Нью-Йорку і займається розробкою дизайнів одягу. Його син і спадкоємець титулів - Огастес Сергій Даріус Кеппел, віконт Бери (народився в 2003).
- Вільгельм Товстий (близько 1115 - 1179), граф Омальский і сеньйор Холдернесс (з 1127), граф Йорк (1138-1154);
- Хавіс Омальскій (померла в 1214), графиня Омальскій (з 1179), дочка попереднього;
- Вільям де Форс, 3-й граф Омаль (помер в 1242), сеньйор Холдернесс і Крейвен, син попередньої і Гільома де Фора (пом. 1195);
- Вільям де Форс, 4-й граф Омаль (помер в 1260), сеньйор Холдернесс і Крейвен, син попереднього;
- Томас де Форс, 5-й граф Омаль (помер у 1269), сеньйор Холдернесс і Крейвен, син попереднього;
- Авеліна де Форс, 6-а графиня Омаль (померла в 1274), сестра попереднього.

### Графи Омальські, друга креація (1412)
- Томас Ланкастер (пом. 1421), герцог Кларенс і граф Албемарл (з 1412), другий син короля Генріха IV.

### Графи Албемарл, перша креація (тисяча шістсот дев'яносто сім)
- Арнольд ван Кеппел, 1-й граф Албемарл (1670-1718), фаворит короля Вільгельма III Оранського ;
- Віллем ван Кеппел, 2-й граф Албемарл (1702-1754), син попереднього;
- Джордж Кеппел, 3-й граф Албемарл (1724-1772), син попереднього;
- Вільям Кеппел, 4-й граф Албемарл (1772-1849), син попереднього;
- Кеппел, Огастес, 5-й граф Албемарл (1794-1851), син попереднього;
- Джордж Кеппел, 6-й граф Албемарл (1799-1891), брат попереднього;
- Вільям Кеппел, 7-й граф Албемарл (1832-1894), син попереднього;
- Арнольд Кеппел, 8-й граф Албемарл (1858-1942), син попереднього;
- Уолтер Кеппел, 9-й граф Албемарл (1882-1979), син попереднього;
- Руфус Кеппел, 10-й граф Албемарл (р. 1965), онук попереднього;
  - Спадкоємець: Огастес Сергій Даріус Кеппел, віконт Бери (р. 2003).